# Manja Miho
Manja Miho (万屋 美穂; Hepburn: Manya Miho) (Oszaka prefektúra, 1996. november 5. –) japán válogatott labdarúgó.

## Klub
2015 óta a Mynavi Vegalta Sendai csapatának játékosa, ahol 34 bajnoki mérkőzésen lépett pályára és 1 gólt szerzett.

## Nemzeti válogatott
A japán U17-es válogatott tagjaként részt vett a 2012-es U17-es világbajnokságon.
2017-ben debütált a japán válogatottban. A japán válogatottban 7 mérkőzést játszott.

## Statisztika
| Japán válogatott | Japán válogatott | Japán válogatott |
| Időszak          | Mérk.            | gól              |
| ---------------- | ---------------- | ---------------- |
| 2017             | 7                | 0                |
| Összesen         | 7                | 0                |